# La Religieuse (1966)
La Religieuse is een Franse dramafilm uit 1966 onder regie van Jacques Rivette. Het scenario is gebaseerd op de gelijknamige roman uit 1792 van de Franse auteur Denis Diderot.

## Verhaal
De ouders van Suzanne sturen haar uit bittere armoede naar een klooster. Daar komt ze voortdurend in verzet en in de problemen.

## Rolverdeling
| Acteur            | Personage               |
| ----------------- | ----------------------- |
| Anna Karina       | Suzanne                 |
| Liselotte Pulver  | Madame de Chelles       |
| Micheline Presle  | Madame de Moni          |
| Francine Bergé    | Zuster Sainte-Christine |
| Francisco Rabal   | Dom Morel               |
| Christiane Lénier | Madame Simonin          |
| Françoise Godde   | Meid                    |
| Jean Martin       | Mijnheer Hébert         |
| Yori Bertin       | Zuster Thérèse          |
| Gilette Barbier   | Zuster Saint-Jean       |